# Казанские татары
Каза́нские тата́ры — одна из основных этнических групп, составляющих волго-уральских татар. Говорят на казанском диалекте татарского языка кыпчакской группы тюркских языков. Этническую основу казанских татар составили тюркские (булгары, кыпчаки, хазары, ногаи и др.), также отчасти местные финно-угорские народы и представители именьковской культуры.

## История

### Ранняя история
После завоевания в 1236 году Волжской Булгарии монголами и ряда булгарских восстаний 1237 и 1240 годов Волжская Булгария входит в состав Золотой Орды. Позже после распада Золотой Орды и возникновения на её месте ряда независимых ханств, на булгарских землях образуется Казанское ханство. В результате консолидации булгар с другим кыпчакским, а также отчасти финно-угорским населением края формируется народ казанских татар.

### Формирование
Формирование Казанских татар начинается с эпохи Волжской Булгарии и окончательно завершается в период Казанского ханства в рубеже XV века. Казанские татары, как наиболее многочисленные и имевшие более развитую экономику и культуру, к концу XIX века сложились в буржуазную нацию. Основная масса казанских татар занималась земледелием, сильно развито среди казанских татар было ювелирное искусство, происходившее от булгарского, а также кожевенное, деревообрабатывающее ремесла и многие другие. Значительная часть татар была занята в различных кустарно-ремесленных производствах. Материальная культура татар, складывавшаяся в течение длительного времени из элементов культуры булгар и местных племён, испытала также влияние культур народов Средней Азии и других регионов, а с конца XVI века — русской культуры.

[Казанские и оренбургские татары]
С того времени, как Казанское царство российскою силою побеждено и к российскому государству присовокуплено, рассеялись многие татара в продолжение сей войны, а остальные переселились отчасти толпами в непобежденные тогда ещё татарские области: вот по чему и сделано было в казанском царстве гораздо больше перемен, нежели в прочих завоеванных местах…
При сем [российском] правлении многие казанские татары, с дозволения оного, перешли с прежних своих мест на жилище в другие страны, которые показались им привольнее: вот по чему и умножилось число рассеянных станиц и селений сих татар в пограничных с Казанскою губерниях, а именно в Оренбургской, Тобольской, а отчасти также в Воронежской, и в некоторых других… однако они в житейских своих обрядах вере сообразны казанским татарам: почему и не примену, говоря об оных, и на сих ссылаться.
Оренбургских казанских татар отнюдь не должно смешивать с перекочевавшими в сию [Оренбургскую] губернию ордами, как то с киргизцами, а отчасти и уфскими татарами. Прямые оренбургские татара живут в Оренбурге т по крепостям оренбургской линии по реке Урале частию рассеяно, а частию в особливых слободах, в собственных слободах и городке Каргале на реке Сакмаре, в 18 верстах от Оренбурга… Уфские городские и деревенские татара суть древние древние беглецы казанские, и они многолюдны. В Оренбургской исешской провинции ведется уже с лишком сто лет селение, состоящее из некоторых деревень, и прозывается по Ичкинскому ручью…
Все оренбургские и казанские татары числом превосходят настоящих казанских, да и прочих, в рассеянии живущих, наберется не меньше, как и казанских.
Казанские татары получили своё название от главного города Казани… В прочем, по собственным преданиям, не особливого колена, но произошли от оставшихся тут [в Казани] на поселении разных поколений ратоборцов и от привлеченных в Казань иностранцов, а особливо ногайских татар, которые все через соединение своё в единое общество составили особый народ.
— Миллер Карл Вильгельм. «Описание всех в Российском государстве обитающих народов,..» Часть вторая. О народах татарского племени. С-П, 1776 г. Пер. с немецкого.

## Культура

### Свадебные обряды
У казанских татар были своеобразные способы приобретения невесты, как остаток глубокой старины в Поволжье. Как способы приобретения невесты, так и свадебные обычаи казанских татар представляют некоторые отличия от обычаев и обрядов прочих тюрков и имеют большое сходство с обрядами соседних народов (башкир, чуваш, марийцев, мордвы и удмуртов), что указывает на близкое их соседство с древнейших времён и взаимное влияние.
У казанских татар существовали три способа приобретения невесты: 1) Похищение путём насильственным, то есть против воли как самой девушки, так и её родных; 2) Добровольный уход девушки из родительского дома к жениху — по обоюдному с ним согласию, но без ведома и согласия родителей сторон; 3) В порядке обыкновенного сватовства, по воле и предварительному соглашению родителей сторон. Все эти способы практиковались и у прочих народов Поволжья.

### Погребальный обряд
Множество фактов похоронных обрядов казанских татар показывают полную преемственность от булгар, на сегодня большинство обрядов казанских татар связаны с их мусульманской религией.
Местоположение. Городские некрополи Золотой Орды располагались в черте города, как и могильники периода Казанского ханства. Кладбища казанских татар XVIII—XIX вв. располагались вне деревень, недалеко от селений, по возможности — за речкой.
Надмогильные сооружения. Из описаний этнографов следует, что казанские татары имели обычай сажать на могиле одно или несколько деревьев. Могилы почти всегда обносились изгородью, иногда на могилу ставили камень, делали небольшие срубы без крыши, в которые сажали берёзки и ставили камни, иногда ставили памятники в виде столбов.
Способ захоронения. Для булгар всех периодов характерен обряд ингумации (трупоположения). Булгар-язычников хоронили головой на запад, на спине, с руками, расположенными вдоль тела. Отличительной особенностью могильников X—XI вв. является период становления нового обряда в Волжской Булгарии, отсюда отсутствие строгого единообразия в отдельных деталях ритуала, в частности, в положении тела, рук и лица погребённых. Наряду с соблюдением кыблы, в абсолютном большинстве случаев встречаются отдельные захоронения лицом вверх или даже на север. Встречаются захоронения умерших на правом боку. Особенно разнообразно в этот период положение рук. Для некрополей XII—XIII вв. характерна унификация деталей обряда: строгое соблюдение кыблы, ориентация лица к Мекке, единообразное положение покойника с лёгким поворотом на правый бок, с правой рукой, вытянутой вдоль корпуса, и левой, слегка согнутой и положенной на таз. В среднем, 90 % погребений дают это устойчивое сочетание признаков против 40-50 % в ранних могильниках. В золотоордынский период все захоронения совершены по обряду ингумации, тело вытянуто на спине, иногда с поворотом на правый бок, головой на запад, лицом к югу. В период Казанского ханства погребальный обряд не меняется. По описаниям этнографов, покойника опускали в могилу, затем укладывали в боковой подбой, лицом к Мекке. Отверстие закладывалось кирпичами или досками.
Распространение ислама среди волжских булгар уже в домонгольское время очень чётко проявилось в обряде булгар XII—XIII вв., в период Золотой Орды, а позднее и в погребальном обряде казанских татар.

### Национальная одежда
Одежда мужчин и женщин состояла из шаровар с широким шагом и рубашки (у женщин дополнялась вышитым нагрудником), на которую надевался безрукавный камзол. Верхней одеждой служили казакин, а зимой — стёганый бешмет или шуба. Головной убор мужчин — тюбетейка, а поверх неё — полусферическая шапка на меху или войлочная шляпа; у женщин — вышитая бархатная шапочка (калфак) и платок. Традиционная обувь — кожаные ичиги с мягкой подошвой, вне дома на них надевали кожаные калоши. Для костюма женщин было характерно обилие металлических украшений.

## Антропологические типы казанских татар
Наиболее значительными в области антропологии казанских татар являются исследования Т. А. Трофимовой, проведённые в 1929—1932 годах. В частности, в 1932 году совместно с Г. Ф. Дебецом она проводит широкие исследования в Татарстане. В Арском районе обследованы 160 татар, в Елабужском районе — 146 татар, в Чистопольском районе — 109 татар. Антропологические исследования выявили у казанских татар наличие четырёх основных антропологических типов: понтийского, светлого европеоидного, сублапоноидного, монголоидного.
| Признаки                                                 | Татары Арского района | Татары Елабужского района | Татары Чистопольского района |
| -------------------------------------------------------- | --------------------- | ------------------------- | ---------------------------- |
| Число случаев                                            | 160                   | 146                       | 109                          |
| Рост                                                     | 165,5                 | 163,0                     | 164,1                        |
| Продольн. диам.                                          | 189,5                 | 190,3                     | 191,8                        |
| Попереч. диам.                                           | 155,8                 | 154,4                     | 153,3                        |
| Высотн. диам.                                            | 128,0                 | 125,7                     | 126,0                        |
| Головной указ.                                           | 82,3                  | 81,1                      | 80,2                         |
| Высотно-продольн.                                        | 67,0                  | 67,3                      | 65,7                         |
| Морфологическ. высота лица                               | 125,8                 | 124,6                     | 127,0                        |
| Скуловой диам.                                           | 142,6                 | 140,9                     | 141,5                        |
| Морфологическ. лицев. указатель                          | 88,2                  | 88,5                      | 90,0                         |
| Носовой указатель                                        | 65,2                  | 63,3                      | 64,5                         |
| Цвет волос (% чёрных-27, 4-5)                            | 70,9                  | 58,9                      | 73,2                         |
| Цвет глаз (% тёмных и смеш. 1-8 по Бунаку)               | 83,7                  | 87,7                      | 74,2                         |
| Горизонтальный профиль % плоских                         | 8,4                   | 2,8                       | 3,7                          |
| Средний балл (1-3)                                       | 2,05                  | 2,25                      | 2,20                         |
| Эпикантус (% наличия)                                    | 3,8                   | 5,5                       | 0,9                          |
| Складка века                                             | 71,7                  | 62,8                      | 51,9                         |
| Борода (по Бунаку) % очень слабого и слабого роста (1-2) | 67,6                  | 45,5                      | 42,1                         |
| Средний балл (1-5)                                       | 2,24                  | 2,44                      | 2,59                         |
| Высота переносья: средний балл (1-3)                     | 2,04                  | 2,31                      | 2,33                         |
| Общий профиль спинки носа % вогнутых                     | 6,4                   | 9,0                       | 11,9                         |
| % выпуклых                                               | 5,8                   | 20,1                      | 24,8                         |
| Положение кончика носа % приподнятых                     | 22,5                  | 15,7                      | 18,4                         |
| % опущенных                                              | 14,4                  | 17,1                      | 33,0                         |

| Группы населения                     | Светлые европеоидные | Светлые европеоидные | Понтийские | Понтийские | Сублапоноидные | Сублапоноидные | Монголоидные | Монголоидные |
| ------------------------------------ | -------------------- | -------------------- | ---------- | ---------- | -------------- | -------------- | ------------ | ------------ |
| Группы населения                     | N                    | %                    | N          | %          | N              | %              | N            | %            |
| Татары Арского района Татарии        | 12                   | 25,5 %               | 14         | 29,8 %     | 11             | 23,4 %         | 10           | 21,3 %       |
| Татары Елабужского района Татарии    | 10                   | 16,4 %               | 25         | 41,0 %     | 17             | 27,9 %         | 9            | 14,8 %       |
| Татары Чистопольского района Татарии | 6                    | 16,7 %               | 16         | 44,4 %     | 5              | 13,9 %         | 9            | 25,0 %       |
| Все                                  | 28                   | 19,4 %               | 55         | 38,2 %     | 33             | 22,9 %         | 28           | 19,4 %       |

Указанные типы имеют следующие характеристики:

- Понтийский тип — характеризуется мезокефалией, темной или смешанной пигментацией волос и глаз, высоким переносьем, выпуклой спинкой носа, с опущенным кончиком и основанием, значительным ростом бороды. Рост средний с тенденцией к повышению.
- Светлый европеоидный тип — характеризуется суббрахикефалией, светлой пигментацией волос и глаз, средним или высоким переносьем с прямой спинкой носа, среднеразвитой бородой, средним ростом. Целый ряд морфологических особенностей — строение носа, размеры лица, пигментация и ряд других — сближает этот тип с понтийским.
- Сублапоноидный тип (волго-камский) — характеризуется мезо-суббрахикефалией, смешанной пигментацией волос и глаз, широким и низким переносьем, слабым ростом бороды и невысоким, среднешироким лицом с тенденцией к уплощенности. Довольно часто встречается складка века при слабом развитии эпикантуса.
- Монголоидный тип (южно-сибирский) — характеризуется брахикефалией, тёмными оттенками волос и глаз, широким и уплощенным лицом и низким переносьем, часто встречающимся эпикантусом и слабым развитием бороды. Рост, в европеоидном масштабе, средний

## Теория этногенеза казанских татар
Существуют несколько теорий этногенеза татар. В научной литературе наиболее подробно описаны три из них:
- булгаро-татарская теория
- татаро-монгольская теория
- тюрко-татарская теория.

## Расселение казанских татар

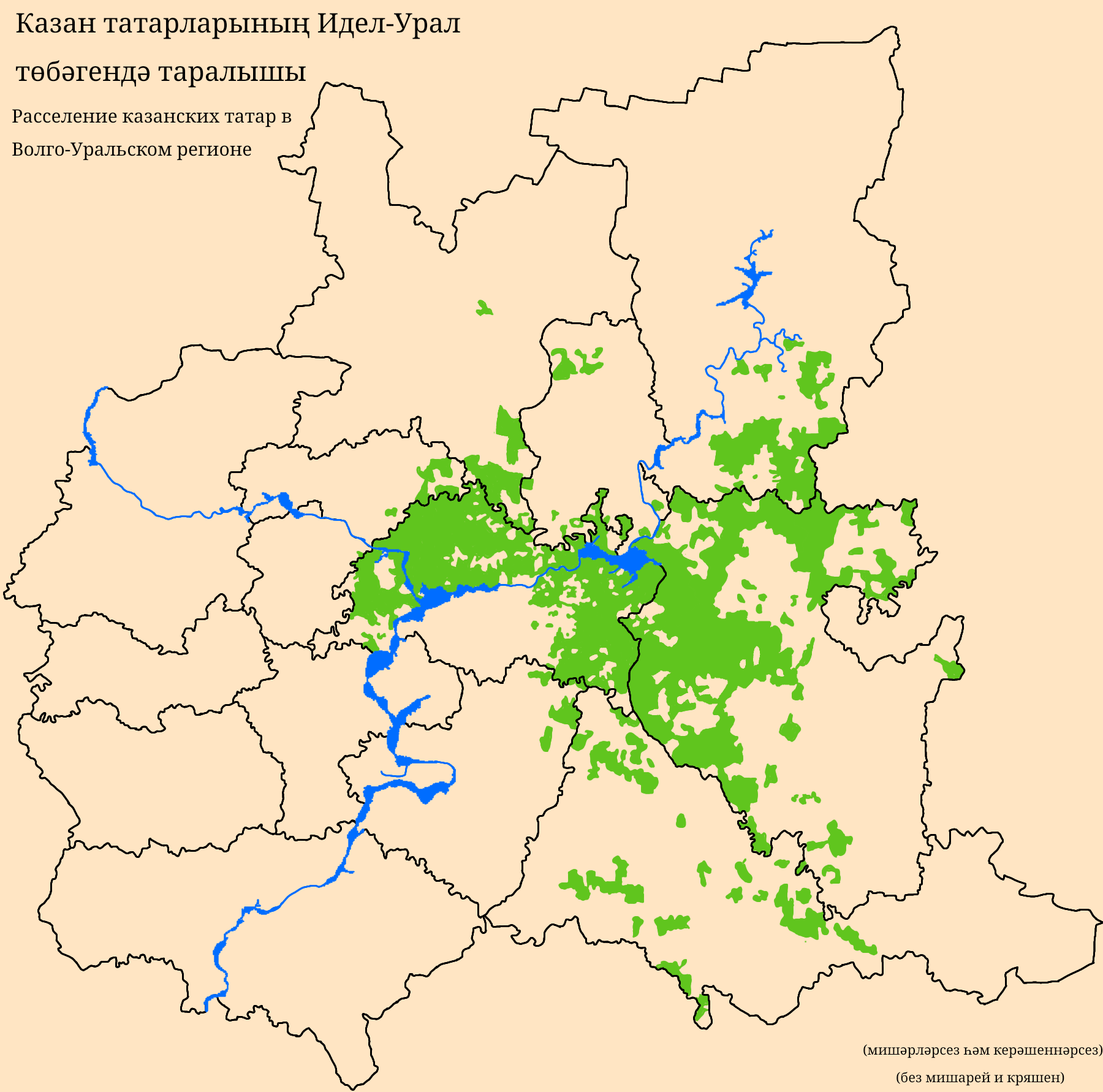
Карта расселения казанских татар в Поволжье (без кряшен)

Сегодня казанские татары преимущественно проживают в Республике Татарстан, а также в западных районах Республики Башкортостан, на юге Пермского края, а также в Кировской и Оренбургской областях.